# NGC 484
NGC 484 (również PGC 4764) – galaktyka eliptyczna (E-S0), znajdująca się w gwiazdozbiorze Tukana. Odkrył ją John Herschel 28 października 1834 roku.